# Gunung Meriah (Kuta Buluh)
Gunung Meriah is een bestuurslaag in het regentschap Karo van de provincie Noord-Sumatra, Indonesië. Gunung Meriah telt 495 inwoners (volkstelling 2010).